# Pan con chicharrón
El pan con chicharrón es un sándwich callejero peruano.

## Descripción
El pan con chicharrón es un bocadillo que se vende en puestos ambulantes o en las sangucherías, y típico de la gastronomía del Perú, concretamente de Lima, a base de chicharrón de cerdo, camote frito y salsa criolla dentro de un pan francés.
Se consume preferentemente como parte del denominado desayuno criollo dominical, que consta de pan con chicharrón, tamal, relleno frito (una especie de morcilla picante) y café.